# Tõdu
Tõdu – wieś w Estonii, w prowincji Põlva, w gminie Kõlleste.